# Поступци припреме угља
Да би се угаљ ефикасно и рационално могао користити, потребно га је пре употребе на одговарајући начин припремити.

## Поступци припреме угља
Припрема угља се састоји у :
- Одстрањивању грубих механичких примеса
- уситњавању
- просејавању и раздвајању по величини
- делимичном ослобађању од влаге

Поступци одстрањивања грубих механичких нечистоћа и влаге, као и грубо дробљење обично се изводе по вађењу угља, а остали
процеси изводе се зависно од намене.

### Ослобађање угља од грубих механичких примеса
Представља једну од основних мера које омогућују побољшање квалитета угља. Одстрањивање минералних примеса из угаља врши се 
сепараторима. Према начину деловања сепаратори се деле на гравитационе и центрифугалне.

### Уситњавање угља
Представља процес смањивања величине комада угља до гранулације неопходне за даљу употребу. У пракси се разликују следећи
поступци уситњавања:
1. дробљење
2. млевење

Дробљење је процес уситњавања у коме је величина комада, од највећих(око1500mm), своди на жељену меру. При томе се разликују: крупно дробљење (од величине зрна 100-200 mm), средње (од 25-80 mm) и ситно дробљење (од 3-25 mm). Дробљење угља врши се у дробилицама, које могу бити:чељусне, ваљкасте и ударне. Чељусне дробилице користе се углавном за крупно и средње дробљење, ваљкасте за средље и ситно дробљење, а ударне за ситно дробљење па чак и грубо млевење. У процесима млевења величина претходно уситњеног материјала своди се на још мању меру. Разликује се грубо млевење са величном зрна већом од 0,5mm и фино млевење са величином зрна мањом од 0,5mm.

### Просејавање и раздвајање по величини
Врши се у циљу добијања комада одређене величине, потребне за одговарајућу намену. Просејавање се врши кроз сита различитог облика
и величине(решетке, решета, сита и др.).

### Делимично острањивање влаге
Острањивање се може вршити:сушењем, дренирањем, центрифугирањем и филтрирањем. Дренирање се користи код депонованог угља у бункерима,
на непомичним решеткама, на складишту итд. Код свих поступака одстрањује се добар део грубе влаге. Зависно од намене угаља одстрањивање
влаге може се вршити и у сушницама.